# Емметово
Емметово (баш. Йәммәт) — село в Шаранском районе Республики Башкортостан Российской Федерации. Входит в состав Нуреевского сельсовета.

## География

### Географическое положение
Расстояние до:
- районного центра (Шаран): 35 км,
- центра сельсовета (Нуреево): 5 км,
- ближайшей ж/д станции (Кандры): 40 км.

## Население
| 2002 | 2009 | 2010 |
| ---- | ---- | ---- |
| 412  | ↗439 | ↘397 |

Национальный состав
Согласно переписи 2002 года, преобладающая национальность — марийцы (99 %).